# Mein Vater war ein Wandersmann
Mein Vater war ein Wandersmann is een Duits volksliedje. Het is in de Engelse taal ook bekend als The Happy Wanderer. In het Nederlands is Ik trek mijn wandelschoenen aan een veel gebruikte titel. Het is een wandel- of marsliedje dat dateert uit de 19e eeuw en past in de traditie van de Wandervogel-beweging.
De verder weinig bekende Florenz Friedrich Sigismund (1791 - 1877) publiceerde het lied in 1847 in het zesde deel van zijn bloemlezing  Weihnachtsbaum für arme Kinder als het gedicht Wanderlust. Dit begint als volgt: 
Mein Vater war ein Wandersmann,
Und mir steckt’s auch im Blut;
Drum wandr’ ich flott so lang ich kann,
Und schwenke meinen Hut,
(refrein) Heidi! Heida!
Und schwenke meinen Hut.
Deze tekst voor de eerste strofe is, op het refrein na, nog steeds gebruikelijk.
In 1953 werd het liedje bewerkt en door de Duitser Friedrich Wilhelm Möller voorzien van een nieuwe melodie en een vlotter en vrolijker refrein:
Faleri, falera,
faleri, Falera ha ha ha ha ha
Faleri, falera,
und schwenke meinen Hut.
In 1953 werd het concours voor zangkoren op het muziekfestival Llangollen International Musical Eisteddfod, in de Welshe plaats Llangollen, verrassend gewonnen door een zangkoor uit Duitsland, de overwegend uit kinderen bestaande Schaumburger Märchensänger uit Obernkirchen. Het koor nam deel onder de naam Obernkirchen Children’s Choir. Als toegift had het de vernieuwde versie van Mein Vater war ein Wandersmann gezongen, wat door de jury met de hoogste prijs bekroond werd. Het lied werd in het Engels vertaald en bekend als The Happy Wanderer. In 1954 bereikte een Duitstalige versie de tweede plaats van de Britse hitlijst UK Singles Chart. De Engelstalige versie, vertolkt door het in die tijd populaire combo The Stargazers haalde op diezelfde hitlijst de twaalfde plaats.
Het nummer werd internationaal populair en in 1955 was het in Trinidad en Tobago het meest populaire nummer bij de carnavalsoptocht. Het was de eerste maal dat dit een niet calypsonummer overkwam. Door de vrolijke melodie bleef het liedje in trek. In een parodie werd het rond 1980 gebruikt in de The Muppet Show, gezongen door drie wandelende varkentjes.

## Nederlands
Ook in Nederland zijn er versies van dit liedje uitgebracht. De bekendste is:
Ik trek m’n wandelschoenen aan,
lach opgewekt en blij.
Ik weet niet waar ik heen zal gaan,
de wereld is van mij.
Falderie, faldera,
faldera, faldera-ha-ha-ha-ha-ha
Falderie, faldera,
de wereld is van mij
Deze versie werd gezongen door onder meer Eddy Christiani in 1955.